# 王安申旧宅
王安申旧宅是中国浙江省湖州市吴兴区的一座历史建筑，位于爱山街道衣裳街历史文化街区馆驿河头54号。
2003年1月20日，馆驿河头王宅公布为湖州市文物保护单位。2011年更名为王安申旧宅。